# Quatrième livre des Maccabées
Le quatrième livre des Maccabées figure dans quelques rares manuscrits de la Septante, comme annexe. Comme le troisième livre, c'est un texte apocryphe pour les catholiques et pseudépigraphe pour les réformés. Il figure dans les Bibles de l'Église orthodoxe de Géorgie.
Il a été rédigé en grec, vraisemblablement à la fin du premier siècle de notre ère.
Il vise à démontrer la maîtrise des passions par la raison pieuse avec une insistance particulière sur le martyre considéré comme la plus grande preuve de cette maîtrise.
Tel Eléazar ou la femme et ses sept enfants qui, durant les persécutions d'hellénisation forcée d'Antiochus Épiphane, préférèrent périr plutôt que de manger de la viande de porc (2 Maccabées 6 & 7).